# Reichswehr

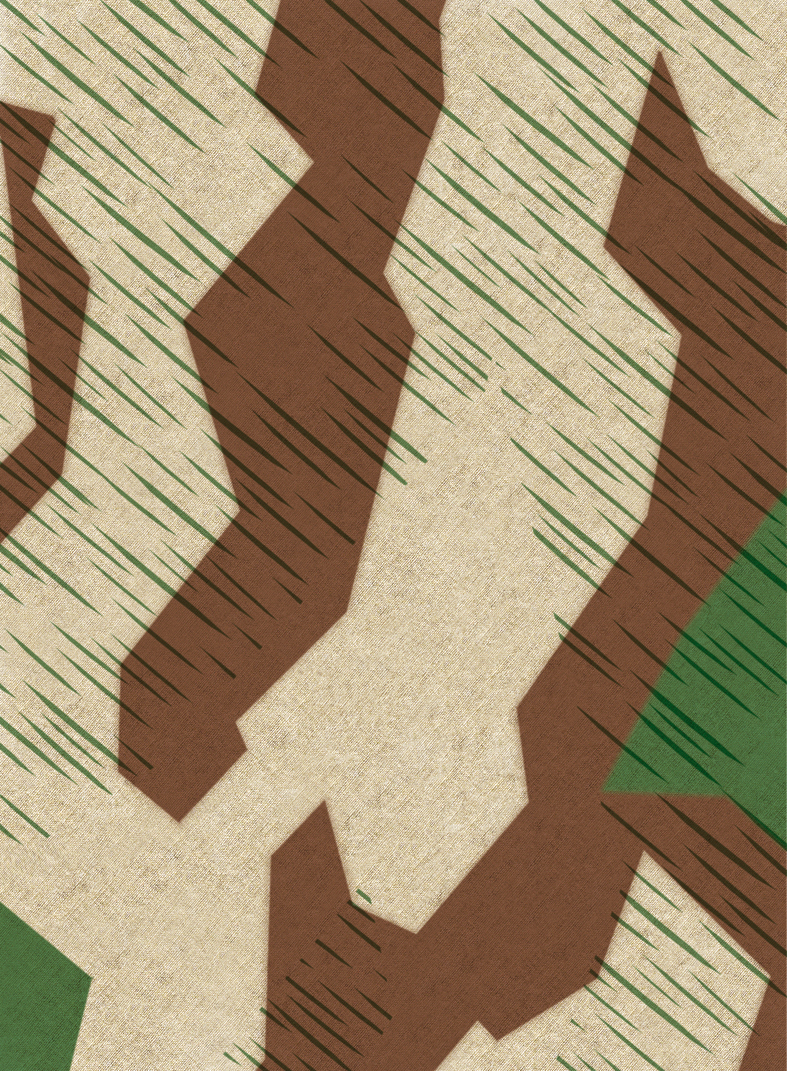
Colorazione mimetica tedesca per tende, introdotta nel 1931.

Reichswehr (che in tedesco significa Difesa del Reich) è il nome dato alle forze armate tedesche dal 1919 al 1935, finché il 16 marzo 1935 furono rinominate Wehrmacht. Era composto da Reichsheer (esercito) e Reichsmarine (marina militare).

## Storia
Al termine della prima guerra mondiale, la forza militare dell'Impero tedesco Deutsches Heer si era in gran parte disintegrata come forza combattente, con i soldati che abbandonavano le proprie unità singolarmente o in piccoli gruppi. Molti di questi uomini si unirono ai Freikorps che si stavano costituendo in tutta la Germania e che giocarono un ruolo importante nel mantenimento della forma territoriale della Germania tra il 1918 e il 1923.
Il nuovo Deutsches Reich (ricordato dagli storici come Repubblica di Weimar), in seguito al trattato di Versailles poteva disporre di una forza militare estremamente limitata, per cui un decreto del 6 marzo 1919, stabilì la costituzione di una Vorläufige Reichswehr (Forza difensiva nazionale provvisoria), comprendente il Vorläufiges Reichsheer (Esercito nazionale provvisorio) e la Vorläufige Reichsmarine (Marina nazionale provvisoria). Circa 400 000 uomini vennero arruolati nel nuovo esercito.
Il 30 settembre, l'esercito venne riorganizzato e rinominato "Übergangsheer" (Esercito di transizione). Questa denominazione venne utilizzata fino al 1º gennaio 1921, quando in seguito alla stipula degli accordi finali con i vincitori, ne vennero presi di specifici per limitare la forza militare tedesca.

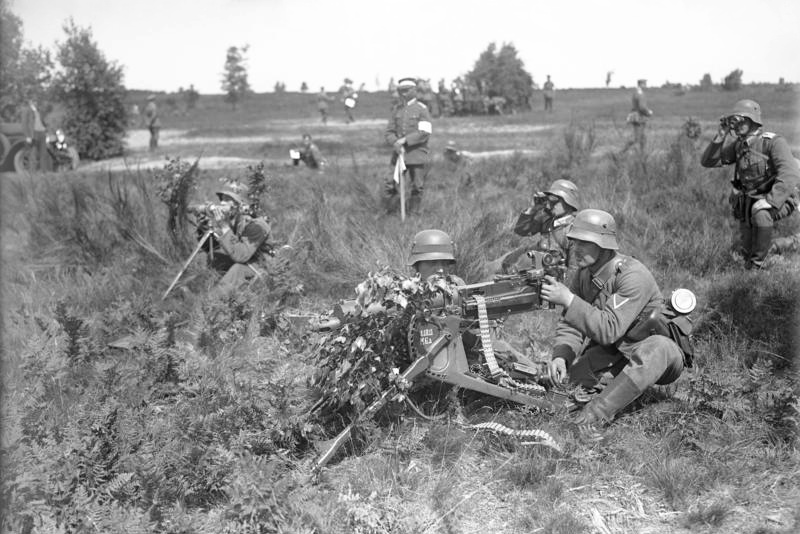
Soldati della Reichswehr durante un'esercitazione militare nel settembre del 1930

Le forze armate dal 1921 vennero limitate a 100 000 uomini, con la Reichswehr composta dal Reichsheer, un esercito formato da sette divisioni di fanteria, tre di cavalleria, senza aviazione, senza carri armati, senza stato maggiore ed un massimo di 4000 ufficiali; e da una Reichsmarine, una marina composta da un massimo di 15000 uomini e 36 navi da guerra di vario genere con limitazioni di dislocamento e dei calibri dei cannoni e senza sommergibili.

## Hans von Seeckt e la riforma militare tedesca
Il Generaloberst Hans von Seeckt nel novembre 1919 sciolse ufficialmente lo stato maggiore dell'abolito Deutsches Heer che fu sostituito dal Truppenamt (ufficio delle truppe). In questo nuovo organismo fu mantenuta la sezione operazioni del vecchio stato maggiore con una sessantina di ufficiali; le restanti sezioni furono semplicemente trasferite ad altri dipartimenti. Il Truppenamt comunque operò non ufficialmente con la funzione di stato maggiore e tramite la lungimirante direzione di von Seeckt apportò fondamentali riforme al Reichsheer fino a renderlo la forza armata più moderna ed efficace di quei tempi.
Le riforme studiate dal Truppenamt furono in parte dettate dalle restrizioni del Trattato di Versailles e da una meticolosa analisi della passata prima guerra mondiale. Da queste condizioni e studi il Truppenamt lavorò per rendere il Reichsheer una forza armata di professionisti, per migliorare la mobilità e gli armamenti delle truppe e per improntare la dottrina tattica ad una guerra prevalentemente offensiva.
Fu proprio in questo periodo, che figure come Heinz Guderian, ed Erich von Manstein iniziarono ad elaborare le tattiche di quello che doveva diventare il futuro Blitzkrieg. Inoltre la riduzione della forza dell'esercito tedesco, dai 780.000 uomini del 1913 ai 100.000 imposti da Versailles, determinarono l'arruolamento di ufficiali e soldati altamente selezionati.

## Comandanti della Reichswehr (Chef der Heeresleitung)
- Generalmajor Walther Reinhardt: 13 settembre 1919 - marzo 1920
- Generalmajor Hans von Seeckt: marzo 1920 - ottobre 1926
- Generalleutnant Wilhelm Heye: ottobre 1926 - 31 ottobre 1930
- General der Infanterie Kurt von Hammerstein-Equord: 1º novembre 1930 - 27 dicembre 1933
- Generalleutnant Werner Freiherr von Fritsch: 1º gennaio 1934 - 1º giugno 1935

Durante il 1933 e il 1934, in seguito alla nomina di Adolf Hitler a Cancelliere, la Reichswehr iniziò un programma segreto di espansione, che si concluse con l'annuncio ufficiale, nel 1935, della creazione della Wehrmacht e della contestuale implementazione di attività della speciale Agenzia per gli armamenti dell'esercito (Waffenamt).

## Gradi militari

### Gradi nel 1919

#### Ufficiali
| Tipo                      | Ufficiali superiori | Ufficiali superiori | Ufficiali superiori | Ufficiali inferiori | Ufficiali inferiori | Ufficiali inferiori | Ufficiali inferiori | Ufficiali inferiori        | Ufficiali inferiori |
| ------------------------- | ------------------- | ------------------- | ------------------- | ------------------- | ------------------- | ------------------- | ------------------- | -------------------------- | ------------------- |
| Paramano                  |                     |                     |                     |                     |                     |                     |                     |                            |                     |
| General der Waffengattung | Generalleutnant     | Generalmajor        | Oberst              | Oberstleutnant      | Major               | Hauptmann           | Oberleutnant        | Leutnant Feldwebelleutnant |                     |

#### Sottufficiali
| Tipo      | Graduati      | Graduati          | Graduati      | Graduati  | Truppa | Truppa |
| --------- | ------------- | ----------------- | ------------- | --------- | ------ | ------ |
| Paramano  |               |                   |               |           |        |        |
| Feldwebel | Vizefeldwebel | Fähnrich Sergente | Unteroffizier | Gefreiter | Soldat |        |

### Gradi nel 1920

#### Ufficiali
| Tipo                      | Generali        | Generali     | Generali | Ufficiali      | Ufficiali | Ufficiali | Ufficiali    | Ufficiali                   | Ufficiali | Ufficiali |
| ------------------------- | --------------- | ------------ | -------- | -------------- | --------- | --------- | ------------ | --------------------------- | --------- | --------- |
| Paramano                  |                 |              |          |                |           |           |              |                             |           |           |
| General der Waffengattung | Generalleutnant | Generalmajor | Oberst   | Oberstleutnant | Major     | Hauptmann | Oberleutnant | Leutnant/ Feldwebelleutnant |           |           |

#### Sottufficiali
| Tipo                   | Graduati  | Graduati      | Graduati           | Graduati      | Truppa        | Truppa    | Truppa   | Truppa |
| ---------------------- | --------- | ------------- | ------------------ | ------------- | ------------- | --------- | -------- | ------ |
| Insegna da braccio     |           |               |                    |               |               |           |          |        |
| Offizierstellvertreter | Feldwebel | Vizefeldwebel | Fähnrich/ Sergente | Unteroffizier | Obergefreiter | Gefreiter | Wehrmann |        |

### Ufficiali
| Tipo                         | Generali        | Generali      | Generali        | Ufficiali        | Ufficiali        | Ufficiali       | Ufficiali            | Ufficiali        | Ufficiali |
| ---------------------------- | --------------- | ------------- | --------------- | ---------------- | ---------------- | --------------- | -------------------- | ---------------- | --------- |
| Controspallina dell'esercito |                 |               |                 |                  |                  |                 |                      |                  |           |
| General der Waffengattung    | Generalleutnant | Generalmajor  | Oberst          | Oberstleutnant   | Major            | Hauptmann       | Oberleutnant         | Leutnant         |           |
| Insegna della marina         |                 |               |                 |                  |                  |                 |                      |                  |           |
| Admiral                      | Vizeadmiral     | Konteradmiral | Kapitän zur See | Fregattenkapitän | Korvettenkapitän | Kapitänleutnant | Oberleutnant zur See | Leutnant zur See |           |

#### Sottufficiali
| Tipo                  | Graduati      | Graduati  | Graduati       | Graduati      | Truppa                        | Truppa        | Truppa      | Truppa      | Truppa          | Truppa |
| --------------------- | ------------- | --------- | -------------- | ------------- | ----------------------------- | ------------- | ----------- | ----------- | --------------- | ------ |
| Insegna dell'esercito |               |           |                |               |                               |               |             |             | Nessuna insegna |        |
| Insegna dell'esercito | Oberfeldwebel | Feldwebel | Unterfeldwebel | Unteroffizier | Stabsgefreiter Template:Small | Obergefreiter | Gefreiter   | Oberschütze | Schütze         |        |
| Insegna della marina  |               |           |                |               |                               |               |             |             | Nessuna insegna |        |
| Insegna della marina  | Oberfeldwebel | Feldwebel | Obermaat       | Maat          | Obergefreiter                 | Gefreiter     | Obermatrose | Matrose     |                 |        |

### Waffenfarben
| Reggimento o Battaglione                           | Colore             |
| -------------------------------------------------- | ------------------ |
| Ufficiali generali Artiglieria Ordinanza truppe    | Scarlet (Hochrot)  |
| Stato maggiore del Reichswehr Servizio veterinario | Granata (Karmesin) |
| Fanteria                                           | Bianco             |
| Trasporti                                          | Rosa (Rosa)        |
| Comunicazioni militare                             | Marrone            |
| Cavalleria                                         | Giallo             |
| Fanteria leggera                                   | Verde scuro        |
| Trasporti con cavalli                              | Blu chiaro         |
| Servizio medico                                    | Blu scuro          |
| Forze speciali (Pionieri, ingegneri)               | Nero               |

### Annotazioni
1. ↑  Oltre ai colori, venivano usati monogrammi e simboli per denominare servizi o unità.

### Fonti
1. ↑  Haskew (2011) The Wehrmacht, p. 13.
2. ↑  Flonneau Jean-Marie, Le Reich allemand. De Bismarck à Hitler - 1848-1945, sous la direction de Flonneau Jean-Marie. Paris, Armand Colin, « U », 2003, p. 157-223. URL: https://www.cairn.info/le-reich-allemand--9782200262334-page-157.htm